# Montefalco Sagrantino passito
Le Montefalco Sagrantino passito   est un vin rouge DOCG d'Italie produit dans la région  de Montefalco, ville de  la province de Pérouse.

## Région de production
Le Montefalco Sagrantino passito  est un vin DOCG dont la production est consentie uniquement dans la commune de Montefalco et partiellement dans celles de Bevagna, Gualdo Cattaneo, Castel Ritaldi et Giano dell'Umbria dans la province de Pérouse.

## Le passerillage
Le Sagrantino di Montefalco passito DOCG  implique l'utilisation de 100 % de raisin sagrantino.
Le raisin subit un passerillage. Ainsi le raisin arrivé à maturité est vendangé et laissé dans des conteneurs appropriés pendant deux mois minimum, ainsi le raisin se déshydrate et sa concentration en sucre augmente. Le raisin est ensuite pressé et vinifié en futs bois pendant trente mois et ensuite commercialisé.

## Caractéristiques organoleptiques
- Couleur : rouge rubis intense avec reflets violacés tendant vers le grenat selon le vieillissement.
- Parfum : parfum caractéristique et délicat avec des senteurs de mûres.
- Goût : doux, harmonieux, agréable.

## Consommation
Le Montefalco Sagrantino passito se sert en fin de repas en accompagnement des desserts à base de tartes aux fruits, fruits exotiques, confits et autres.

## Production
Province, saison, volume en hectolitre
- Pérouse  (1990/91)  270,31
- Pérouse  (1991/92)  274,13
- Pérouse  (1992/93)  194,4
- Pérouse  (1993/94)  223,76
- Pérouse  (1994/95)  308,17
- Pérouse  (1995/96)  251,37
- Pérouse  (1996/97)  153,81

## Sources
- Voir liens externes